# Muzna
Muzna - dont le nom signifie Nuage de pluie en arabe andalou - est une femme du harem de l'émir de Cordoue, la concubine du prince Muhammad et la mère du calife Abd al-Rahman III, ce qui lui confère le titre d'umm al-walad qui est celui porté par la mère des enfants royaux. 
Elle est d'origine basque - voir franque d'après André Clot - et initialement de confession chrétienne avant sa conversion à l'Islam,. Petite-fille de Fortún Garcés, elle est issue de la famille royale de Navarre, les Arista. Elle meurt en 968.
Dans ses traités et ouvrages comme Le Collier de la Colombe, Ibn Hazm l'a nomme de son propre nom, Hazm et semble souligner entre lui et elle des liens familiaux.